# Kancjonał Przeworszczyka
Kancjonał Przeworszczyka – zaginiony średniowieczny kancjonał z 1435, zawierający pieśni religijne w języku polskim, autorstwa Jana z Przeworska.
Kancjonał został opisany przez Hieronima Juszyńskiego w dziele Dykcjonarz poetów polskich, wydanym w 1820. Wedle Juszczyńskiego mocno uszkodzony rękopis nosił tytuł Cantionale labore et ingenio honesti Joannis olim ludimagistri in Przeworsk, a[nno] 1435, in 4° [Kancjonał pracą i talentem dostojnego Jana, niegdyś nauczyciela w Przeworsku, w r. 1435...].
W zbiorze miały znajdować się pieśni zatytułowane: Zdrawa Gospodze milasty, Na wsze nadzieio przemiela (według późniejszych wydawców Nasza [nasze] nadziejo przemiła lub Nas wszech nadziejo przemiła), Z śmierci wstał ninie Chrystus Pan oraz Chrystus sie nam narodził, a być może także pieśń epicka Kiedy krol Herod krolował.